# Friday Night (Burak Yeter)
Friday Night è un singolo del DJ turco Burak Yeter, pubblicato il 12 luglio 2019.

## Descrizione
Il singolo ha visto la partecipazione vocale della cantante italiana Elodie, che però non è accreditata al brano.
Il brano è una cover della canzone omonima del 1978 del gruppo Arabesque.
In Italia è stato il 50º singolo più trasmesso dalle radio nel 2019.

## Video musicale
Il 12 luglio 2019 è stato pubblicato sul canale YouTube del DJ un lyric video del brano, mentre il 30 agosto successivo il videoclip ufficiale.